# 蓮見直樹
蓮見 直樹（はすみ なおき、1975年7月7日 - ）は、テレビ静岡（SUT）のアナウンサー。

## 来歴・人物
東京都目黒区出身。血液型B型。
立教高等学校を経て、立教大学社会学部卒業。大学時代はスキー部部長でスキー1級を取得。
1998年にテレビ静岡（SUT）に入社。2001年から『土曜マガジンパロパロ』や『テレしず通りパロパロ』など、土曜お昼の情報生番組を担当。また、Jリーグ実況などスポーツ番組にも関わっている。2010年には静岡県立静岡高等学校出身のプロ野球選手を追跡するドキュメンタリー番組を企画・演出した。

## 現在の担当番組
- おは・スポ!サンデー（2011年4月 - ）
- 特報!しずおか（2011年4月 - ）
- エスパルスFILE
- スポーツ中継（Jリーグ他）
- ただいま!テレビ 木曜ニュースキャスター・金曜特集コーナー「しずおかヒトモノコト」→メインキャスター（MC）
- FNNテレビ静岡ニュース

## 過去の担当番組
- くさなぎ署の刑事 - 番組内の企画で警察犬の訓練中の犬を自宅で飼った
- 土曜マガジンパロパロ
- テレしず通りパロパロ MC
- FNNスピーク（2014年9月22日 - 26日、野島卓アナの夏季休暇に伴う代役）
- FNNテレビ静岡スーパーニュース 木曜・金曜キャスター
- みんなのニュース　しずおか→プライムニュース しずおか→LiveNews it!月曜 - 木曜キャスター

## 映画
- チキン・リトル（吹き替え）